# PGC 1733919
LEDA/PGC 1733919 ist eine Galaxie im Sternbild Krebs auf der Ekliptik. Sie ist schätzungsweise 515 Millionen Lichtjahre von der Milchstraße entfernt und hat einen Durchmesser von etwa 110.000 Lichtjahren. Vom Sonnensystem aus entfernt sich das Objekt mit einer errechneten Radialgeschwindigkeit von näherungsweise 11.600 Kilometern pro Sekunde.

## Galaktisches Umfeld
| Nr. | Galaxie                 | Alternativname            | Rek           | Dek           | Distanz/asec |
| --- | ----------------------- | ------------------------- | ------------- | ------------- | ------------ |
| →   | LEDA 1733919            | NSA 64400                 | 08h28m49.658s | +25d21m48.23s | 0            |
| 1   | LEDA/PGC 23782          | 2MASX J08284048+2523400   | 08h28m40.533s | +25d23m39.33s | 166.99       |
| 2   | LEDA/PGC 1733642        | NSA 64401                 | 08h28m36.940s | +25d21m18.00s | 176.81       |
| 3   | LEDA/PGC 1731545        | WISEA J082825.26+251730.0 | 08h28m25.251s | +25d17m29.98s | 421.73       |
| 4   | LEDA/PGC 1733113        | 2MASX J08275113+2520229   | 08h27m51.120s | +25d20m24.00s | 799.88       |
| 5   | 2MASX J08275231+2528149 | WISEA J082752.31+252815.2 | 08h27m52.315s | +25d28m15.36s | 869.10       |
| 6   | IC 508                  | LEDA/PGC 23762            | 08h28m22.310s | +25d07m29.00s | 935.30       |